# Hypotyphlus lusitanicus
Hypotyphlus lusitanicus é uma espécie de insetos coleópteros pertencente à família Carabidae.
A autoridade científica da espécie é Serrano & Aguiar, tendo sido descrita no ano de 2004.
Trata-se de uma espécie presente no território português.